# Epitelidas de Laconia
Epitelidas de Laconia fue un atleta de la Antigua Grecia, mencionado por Eusebio de Cesarea como el ganador de la carrera de stadion, en la quintuagésima olimpiada, celebrada en el año 580 a. C. Su victoria fue la vigésima ocasión en que un espartano triunfaba en esta categoría en un periodo de 140 años.